# 焦玉山
焦玉山（1915年—1990年），男，安徽阜阳人，中华人民共和国军事人物，中国人民解放军少将，曾任广州军区副参谋长。